# Накано, Сигэхару
Сигэхару Накано (яп. 中野 重治 Nakano Shigeharu, 25 января 1902 года — 24 августа 1979 года) — японский писатель
, публицист, критик, деятель Коммунистической партии Японии.

## Биография
Накано родился в Маруока, ныне часть Сакаи (префектура Фукуи), на острове Хонсю. В 1914 году он поступил в школу в Фукуи и затем учился в Хирацука (Канагава) и Канадзава (Исикава). В 1924 году он поступил на факультет германистики Токийского университета, где изучал немецкую литературу. Участвовал в марксистских литературно-общественных движениях 1920-х за пролетарскую литературу. В это время он уже написал множество произведений. В 1931 году он вступил в Коммунистическую партию Японии, за что был арестован в 1934 году.
Сразу после Второй мировой войны он вернулся в партию и участвовал в создании «Новой японской литературы». В 1947 году начался его трёхлетний срок в качестве депутата Палаты советников Японии от КПЯ. В 1958 году он был избран в ЦК партии, но в 1964 году был исключен из-за внутрипартийных конфликтов. Вместе с Сигэо Камиямой он выступил с критикой КПЯ.
Широко известны его ранние стихотворение «Песня» (1926) и рассказы «Весенний ветер» (1928), «Рассказ Тэцу» (1929), «Сахар» (1930). Среди его автобиографических произведений (в том числе жанр эго-романа) — «Между волнами» (1930), «Деревенский дом» (1935), «Прощание с песней» (1939), «В глубинах сердца» («Сокровенное», «Душа», 1954), «Цветок груши» (1958), «ABCD» (1965—1969). За предпоследнее сочинение Накано получил премию «Ёмиури» 1959 года.

## Переводы на русский
- Волны Японии / Перевод с яп. А. Мамонова. — М.: Правда, 1964. — 31 с.
- Пляшущий мужчина. Повесть и рассказы / Пер. с яп. / [Сост. и предисл., с. 4-26, Л. Л. Громковской]. — М.: Наука, 1970. — 132 с.